# トレオスルファン
トレオスルファン（英: treosulfan）は、癌の治療薬として研究されている化合物である。アルキル化剤に分類される。世界保健機関 (WHO) の下部組織によるIARC発がん性リスク一覧のグループ1に属する。
トレオスルファンは、Trecondiの商標名で販売されており、造血幹細胞移植の際にドナーからの骨髄移植の前に投与される医薬品である。骨髄細胞を除去して移植骨髄細胞のための余地を作る、前処置に利用される。血液のがんを抱える成人と生後1ヶ月以降の小児や、骨髄移植を必要とする他の重篤な疾患の成人に対し、フルダラビンとともに使用される。
トレオスルファンは体内でエポキシドに変換され、特に骨髄細胞など迅速に増殖する細胞に対し、細胞分裂中にDNAに結合することで細胞を殺す。
成人と小児で最も一般的な副作用は、感染症、吐き気、口内炎、嘔吐、下痢、腹痛である。疲労感、発熱性好中球減少症、血中ビリルビン値（赤血球の分解産物）の上昇も成人の10人に1人以上の割合でみられ、小児の10人に1人以上の割合で発疹もみられる。

## 歴史
2019年6月にEUで使用が承認された。
主に2つの研究により、トレオスルファンは造血幹細胞移植の前処置に用いられる他の薬剤ブスルファンと少なくとも同等の効果を有することが示されている。
急性骨髄性白血病または骨髄異形成症候群の570人の成人を対象とした研究では、トレオスルファン（とフルダラビン）を投与された患者の64%は移植に成功し術後2年間発症がみられなかった。ブスルファン（とフルダラビン）を投与された患者では51%であった。
血液のがんを抱える70人の小児を対象とした研究では、トレオスルファン（とフルダラビン）を投与された患者の99%は移植後3か月間生存した。
2004年2月23日、造血前駆細胞移植の前処置を目的としたトレオスルファンに関して、欧州委員会は希少疾病用医薬品としての指定（EU/3/04/186）を行った。

## 関連文献
- Trecondi Product Information, (21 April 2020)